# Salem (stacja kolejowa)
Salem  – stacja kolejowa w Mittelstenweiler (gmina Salem), w kraju związkowym Badenia-Wirtembergia, w Niemczech.
| Salem                                |  |                                       |
| Linia Bodenseegürtel                 |  |                                       |
| Uhldingen-Mühlhofenodległość: 5,9 km |  | Bermatingen-Ahausen odległość: 5,1 km |